# Johann Andreas Gleich
Johann Andreas Gleich (* 30. Dezember 1666 in Gera; † 1. August 1734 in Dresden) war ein deutscher lutherischer Theologe und Historiker.

## Leben und Werk
Johann Andreas Gleich war der Sohn des Kantors und Gymnasiallehrers Andreas Gleich und dessen Frau Anna Dorothea Auerbach. Er besuchte ab 1670 das Gymnasium in Gera und immatrikulierte sich am 3. Mai 1686 an der Universität Wittenberg. Hier erwarb er am 15. Oktober 1687 den akademischen Grad eines Magisters der Philosophie und habilitierte sich am 10. Mai 1688 an der Wittenberger Hochschule. 
Am 5. März 1690 wurde er Diaconus in Torgau und wechselte am 1. April 1696 auf die Stelle des 2. Hofpredigers am kurfürstlichen Hof in Dresden. In dieser Eigenschaft begleitete er Kurfürst Friedrich August I., als dieser das kaiserliche Heer im Großen Türkenkrieg in Ungarn befehligte. Am 13. April 1707 wurde er zum 1. Hofprediger befördert; er übernahm 1722 zusätzlich das Amt eines Oberkonsistorialrats. Am 4. September 1724 erwarb er das Lizentiat der Theologie und wurde am 8. September desselben Jahres an der Universität Wittenberg zum Doktor der Theologie promoviert.
Gleich veröffentlichte neben akademischen Schriften zahlreiche Predigten, vor allem Leichenpredigten. Bekannt wurde er durch sein biographisches Werk über die sächsischen Oberhofprediger und Hofprediger bis auf seine Zeit.

## Familie
Gleich heiratete am 19. April 1697 in Dresden Christina Margaretha Green (* um 1680; † 27. September 1742 in Leipzig), die Tochter des einstigen Oberhofpredigers Georg Green. Aus der Ehe gingen mehrere Söhne und Töchter hervor, die großenteils jung starben. Nach dem Tod von Gleich heiratete seine Witwe den Rechtswissenschaftler Johann Florenz Rivinus. Von den Kindern sind bekannt:
- Johann Samuel Gleich (* 17. April 1706 in Dresden)
- Johanna Friederika Gleich (* 22. Juni 1708; † 29. September 1721 in Dresden)
- Christina Charlotte Gleich (* 28. August 1710 in Dresden)
- Johann Gottlob Gleich (* 9. Juni 1712 in Dresden)

## Schriften (Auswahl)
- Sächsisches Ninive, Oder Erklärung des Propheten Jonae, In XVI. Vesper-Predigten ... Dresden 1703 (Digitalisat).
- Erklärung Der Epistel Pauli An die Galater / In Acht und Zwantzig Predigten ... Dresden 1723 (Digitalisat).
- Annales Ecclesiastici, Oder: Gründliche Nachrichten der Reformations-Historie Chur-Sächß. Albertinischer Linie ... Dresden; Leipzig 1730
  - Erster Theil / Jn sich fassend Die Lebens-Beschreibungen und mancherley glaubwürdige Nachrichten, Derer sämtlichen Churfürstl. Sächßischen Herrn Hoff-Prediger, in ihrer Ordnung, Von 1539 biß 1613. (Digitalisat)
  - Andrer Theil / Jn sich fassend Die Lebens-Beschreibungen und mancherley glaubwürdige Nachrichten, Derer sämtlichen Churfürstl. Sächßischen Herrn Ober-Hoff-Prediger in ihrer Ordnung biß zu unsern Zeiten. (Digitalisat)
  - Dritter Theil / Jn sich fassend Die Lebens-Beschreibungen und mancherley glaubwürdige Nachrichten, Derer übrigen Churfürstl. Sächßischen Herrn Hoff-Prediger, Von Anno 1613. biß zu unsern Zeiten. (Digitalisat)